# Дашкесански рејон
Дашкесански рејон (азер. Daşkəsən rayonu), једна је од 78 административно-територијалних јединица Азербејџана. Налази се у западном делу земље, у пределу познатом као Ганџа-Казашки регион. Административни центар рејона се налази у граду Дашкесан. 
Дашкесански рејон обухвата површину од 1.050 km² и има 33.200 становника (подаци из 2011). 
Административно, рејон се даље дели у 32 мање општине.